# Teucholabis (Teucholabis) annuloabdominalis
Teucholabis (Teucholabis) annuloabdominalis is een tweevleugelige uit de familie steltmuggen (Limoniidae). De soort komt voor in het Oriëntaals gebied.